# Ansemundo
Ansemundo (en latín: Ansemundus) era un noble visigodo de la Septimania (Gotia) del siglo VIII, conde de Nimes, Maguelonne, Agde y Béziers.
Ansemundo aprovechó las discordias internas de los musulmanes para poner Nimes, Agde y Beziers bajo la protección de los francos del rey Pipino el Breve en 752-753. Se trataba de una medida defensiva frente a los musulmanes.
En 754, una conjura de nobles visigodos, hostiles a los francos, asesinó a Ansemundo.